# Medicine Bow – Routt National Forest

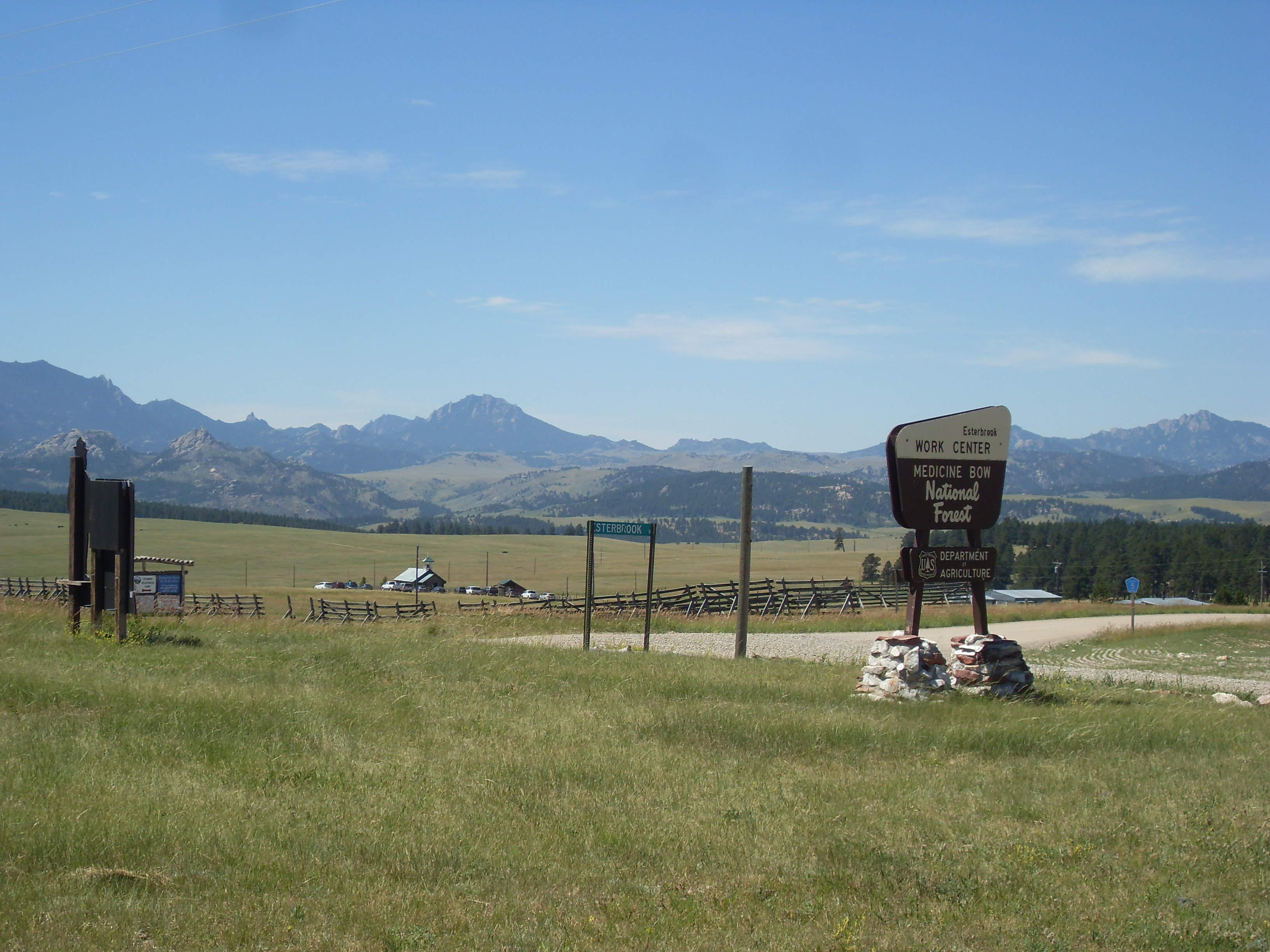
Medicine Bow – Routt National Forest um den Ort Esterbrook

Der Medicine Bow – Routt National Forest ist ein 11.209 km² großer National Forest (Nationalforst) in den Rocky Mountains der Bundesstaaten Colorado und Wyoming in den Vereinigten Staaten. Der Park wird durch den United States Forest Service, der dem Landwirtschaftsministerium unterstellt ist, verwaltet. Er umfasst die früher eigenständig verwalteten Gebiete Medicine Bow National Forest, Routt National Forest und Thunder Basin National Grassland. Im Jahr 1995 wurden diese zusammengefasst, das Parkhauptquartier ist in Laramie. Die Parks befinden sich auf einer Höhe zwischen 1800 und 4300 Metern. Der Besuch des Medicine Bow – Routt National Forest ist das ganze Jahr über möglich und kostet keinen Eintritt.

## Medicine Bow National Forest

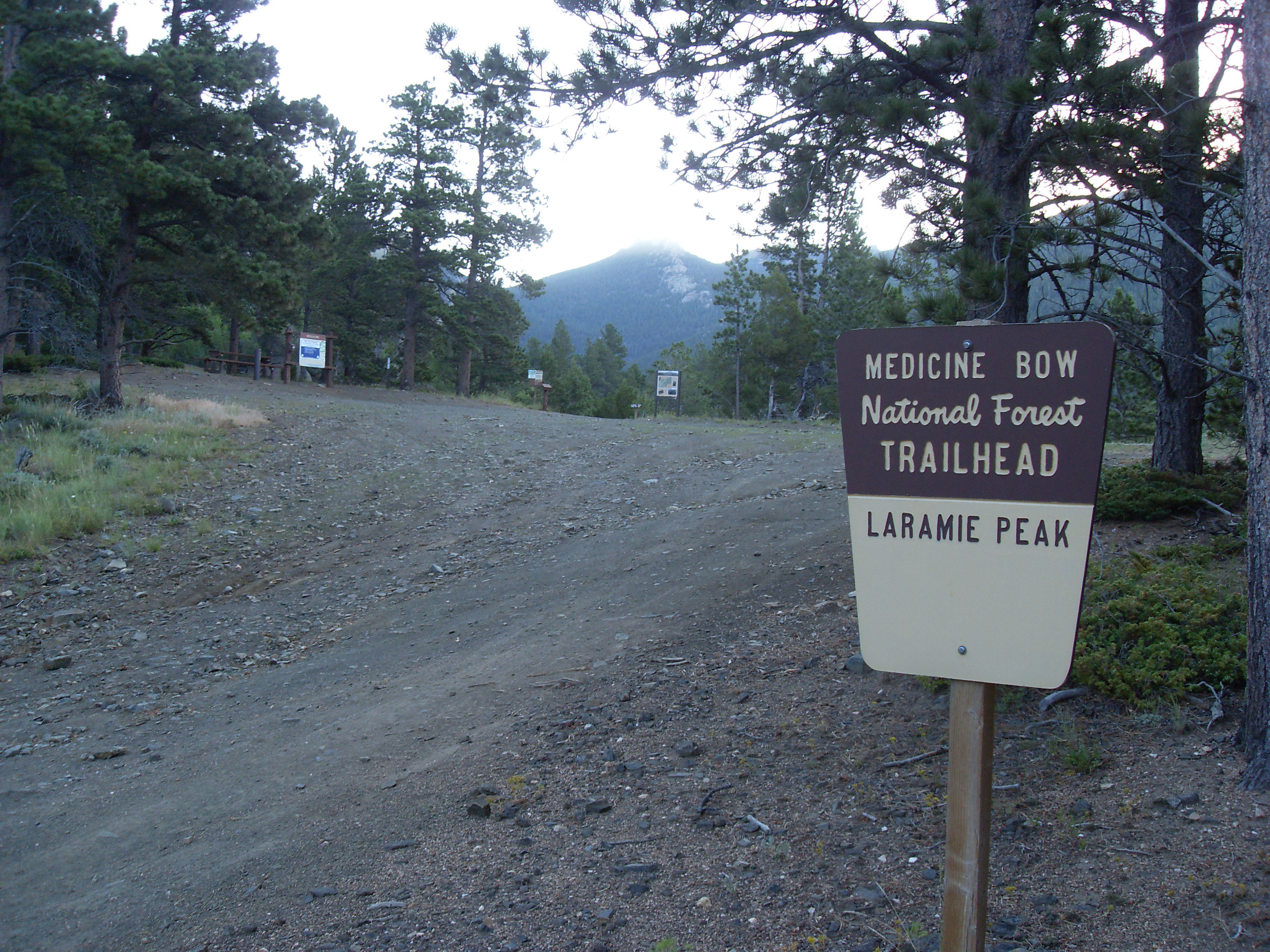
Trailhead zum Laramie Peak

Der Medicine Bow National Forest hat eine Größe von etwa 4439 km² und liegt im südöstlichen Wyoming. Gegründet wurde er im Jahr 1902 als forest reserve. Der Name stammt von den Indianern, die früher in dieser Gegend gelebt haben und leitet sich von den hier durchgeführten rituellen Handlungen zur Heilung (Medicine) ab. Aus den in den Wäldern vorkommenden Mahagonigewächsen, insbesondere dem Mountain Mahogany konnten hervorragende Bögen (Bow) hergestellt werden.
Zum Park gehören die Medicine Bow Mountains, mit ihrer höchsten Erhebung, dem 3661 Meter hohen Medicine Bow Peak und den Laramie Mountains mit dem 3231 Meter hohen Laramie Peak. Des Weiteren befinden sich die Huston Park-, Savage Run- und die Platte River-Wilderness-Gebiete und die Vedauwoos, ein Gebiet in dem sich große Granitblöcke befinden, die bei Kletterern sehr beliebt sind, im Park. Teile des Parks befinden sich im Carbon County, Albany County, Converse County, Natrona County und im Platte County, lokale Parkzentralen sind in Laramie und Saratoga.

## Routt National Forest

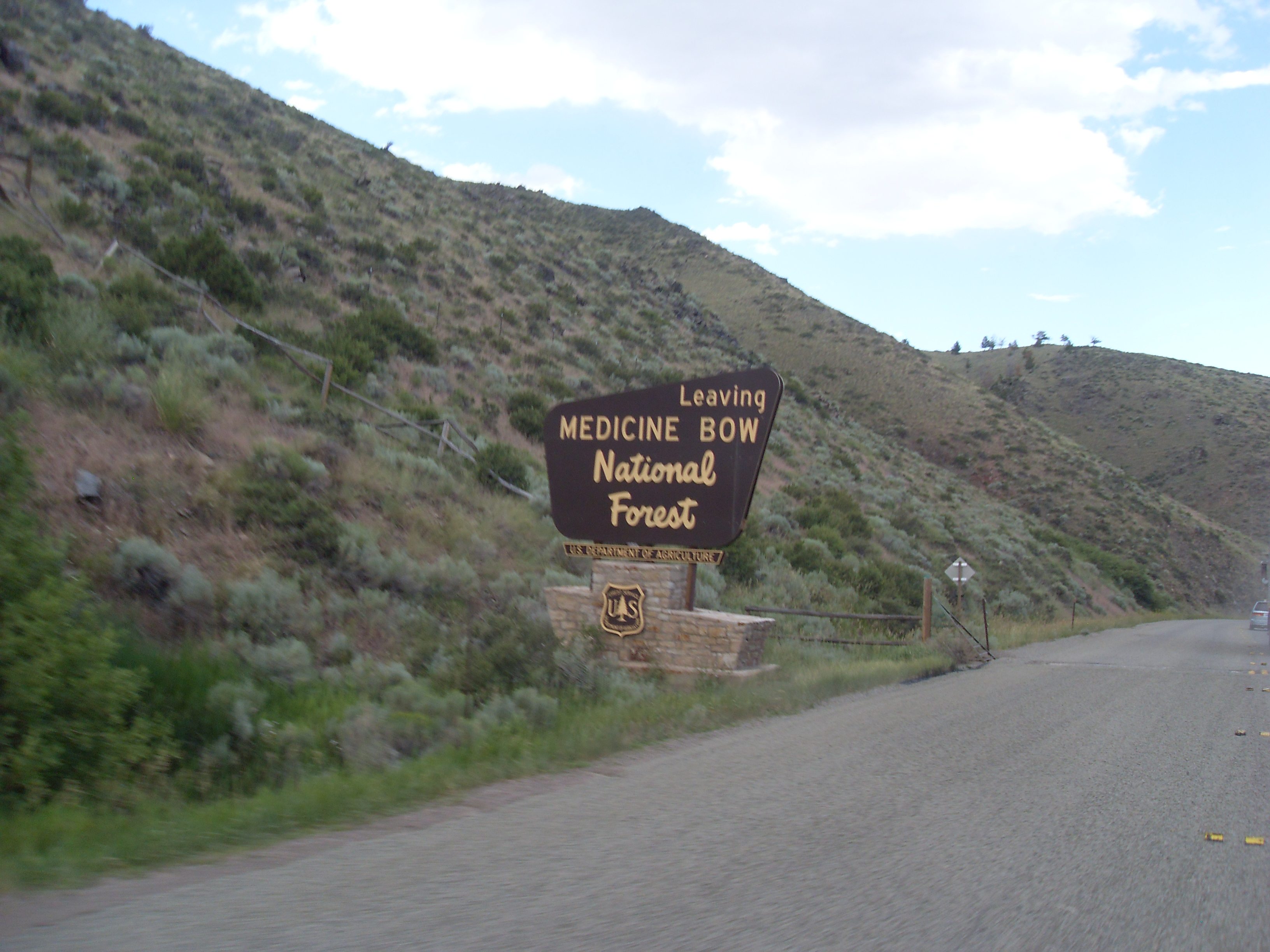
Parkausgang des Routt National Forest nahe Walden, Colorado

Der Routt National Forest umfasst eine Fläche von etwa 4558 km² und liegt im nordwestlichen Colorado. Zum Park gehört unter anderem das Steamboat Ski Resort an den Hängen des 3220 Meter hohen Mount Werner. Der Namensgeber des im Jahr 1905 von Theodore Roosevelt eröffneten Park, ist John Long Routt, der erste Gouverneur von Colorado. Die Nordamerikanische kontinentale Wasserscheide teilt den Park etwa in der Mitte. Teile des Parks befinden sich im Routt County, Jackson County, Rio Blanco County, Grand County, Moffat County und Garfield County. Lokale Parkzentralen sind in Steamboat Springs, Walden und Yampa.

## Thunder Basin National Grassland

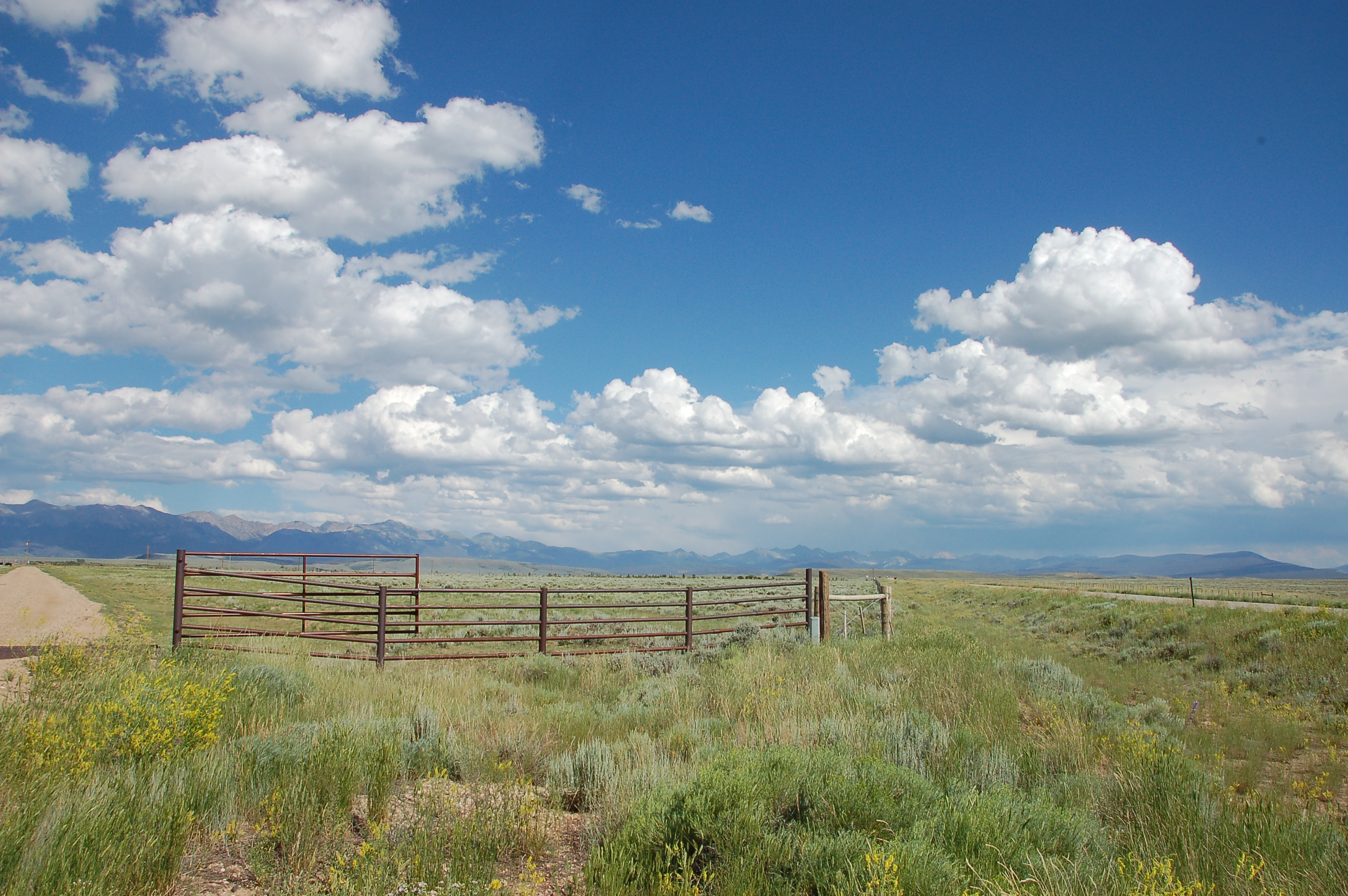
Thunder Basin National Grassland nahe der Stadt Douglas

Das Thunder Basin National Grassland hat eine Größe von etwa 2216 km² und liegt im nordöstlichen Wyoming. Es umfasst das Gebiet des Powder River Basins zwischen den Big Horn Mountains und den Black Hills und zeichnet sich durch große offene Weidelandschaften mit aridem Klima aus. Das Schutzgebiet liegt in den Counties Weston County Converse County, Campbell County, Niobrara County und Crook County. Im Park leben große Herden von Antilopen und über 200 Arten von Vögeln. Das Gebiet ist reich an Bodenschätzen wie Kohle, Öl, Gas, Uran, Bentonit und Trona. In der Vergangenheit gab es viele Abbaugebiete hier, heute beschränkt sich der Abbau auf Kohle und Bentonit. Die lokale Parkzentrale des Douglas Ranger Districts befindet sich in Douglas.

## Weblink
Koordinaten: 41° 30′ 0″ N, 106° 18′ 0″ W